# Thomas Randolph (atleta)
Thomas Randolph (7 de febrero de 1999) es un deportista de Reino Unido que compite en atletismo. Ganó una medalla de bronce en el Campeonato Europeo de Atletismo Sub-23 de 2021, en la prueba de 800 m.